# Dolnośląska Chorągiew Harcerzy ZHR
Dolnośląska Chorągiew Harcerzy ZHR im. Orląt Lwowskich – jednostka terytorialna Organizacji Harcerzy ZHR. Zrzesza hufce działające na terenie województwa dolnośląskiego a także w części województwa wielkopolskiego (powiaty: kępiński, ostrzeszowski, ostrowski, kaliski)

## Hufce
- Ostrzeszowski Hufiec Harcerzy im. Szarych Szeregów
- 1 Wrocławski Hufiec Harcerzy „Starodrzew”
- 2 Wrocławski Hufiec Harcerzy „Twierdza”
- 1 Dolnośląski Hufiec Harcerzy „Gniazdo” im. bł. ks. phm. Stefana Wincentego Frelichowskiego

## Komendanci Dolnośląskiej Chorągwi Harcerzy ZHR
- hm. Jacek Chodorski (22 maja 1989 – 15 maja 1991)
- hm. Zbigniew Sawicki (15 maja 1991 – 22 kwietnia 1993)
- (p.o.) phm. Tomasz Partyka (22 kwietnia 1993 – 22 kwietnia 1995)
- (p.o.) phm. Robert Rajewski (22 kwietnia 1995 – 28 maja 1997)
- hm. Paweł Schindler (28 maja 1997 – 13 grudnia 2001)
- (p.o.) phm. Rafał Ryszka (13 grudnia 2001 – 22 lutego 2004)
- hm. Rafał Ryszka (22 lutego 2004 – 13 grudnia 2004)
- (p.o.) hm. Paweł Schindler (13 grudnia 2004 – 13 lutego 2005)
- (p.o.) phm. Wojciech Łuźniak (13 lutego 2005 – 1 listopada 2006)
- (p.o.) ks. hm. Krzysztof Bojko (1 listopada 2006 – 18 marca 2007)
- (p.o.) phm. Bartłomiej Surowski (18 marca 2007 – 24 grudnia 2007)
- hm. Bartłomiej Surowski (24 grudnia 2007 – 20 maja 2010)
- (p.o.) phm. Daniel Rudnicki (20 maja 2010 – 17 kwietnia 2013)
- (p.o.) phm. Michał Szmaj (17 kwietnia 2013 – 17 grudnia 2013)
- hm. Michał Szmaj (17 grudnia 2013 – 22 lutego 2016)
- hm. Bartłomiej Tylkowski (22 lutego 2016 – 24 marca 2018)
- (p.o.) phm. Jan Garnecki (24 marca 2018 – 28 czerwca 2018)
- hm. Jan Garnecki (28 czerwca 2018 – 11 listopada 2023)
- (p.o.) phm. Michał Gadowicz (11 listopada 2023 – 12 stycznia 2024)
- hm. Michał Gadowicz (12 stycznia 2024 – obecnie)